# Ступинская металлургическая компания
АО «Ступинская Металлургическая Компания» (АО "СМК") — российское предприятие, начавшее свою историю с 1936 года, когда был основан один из первых заводов советской авиационной металлургии — Авиакомбинат 150 (Ступинский металлургический комбинат). Расположена в Ступино (Московская область), в 90 км от Москвы.

## История
Решение ЦК ВКП(б) от июня 1931 года постановило построить электровозостроительный завод мощностью в 1400 электровозов в год. В мае 1932 года из трёх предложенных вариантов местоположения будущего завода (Каширский, Бузулукский и Уфимский) народным комиссариатом тяжёлой промышленности (НКТП) был выбран Каширский вариант за благоприятную возможность привлечения высококвалифицированных рабочих кадров из Москвы, использование сырьевых и металлургических ресурсов Центра и электроэнергии Каширской ГРЭС. Место строительства было утверждено северо-западнее города Каширы, на левом берегу Оки, в 5 км от станции Ступино.
В 1932 году в подмосковном Ступино начато строительства завода «Электровозстрой». Постановлением президиума Московского областного совета от 21 апреля 1934 года стройке был придан статус рабочего посёлка, в черту посёлка были включены деревня Ступино и селение Кремечинка.
К 1935 году на территории предприятия были построены ремонтно-механический и инструментальный цеха, деревообрабатывающий комбинат, известковый и бетонный заводы, сооружена пристань, проложены железнодорожные ветки и дороги. К концу 1935 года «Электровозстрой» и другие подобные стройки были свёрнуты. Возможно, это было связано с приходом на пост наркома транспорта Кагановича Л. М., делавшего упор на паровозы ввиду угрозы возможной войны. Чтобы сохранить предприятие, в начале 1936 года группа из 10 инженеров завода составила протест на имя Сталина, в котором они описали необходимость вторичного использования строительной площадки, отмечая, что консервирование строительства привело бы к омертвлению вложенных народных средств (речь шла о сотне миллионов рублей). Протест передали лично через Шкирятова, который приходился одному из них односельчанином. Через 2-3 дня всех десятерых вызвал к себе Орджоникидзе, их письмо с резолюцией Сталина «т. Серго — как быть?» лежало у него на столе. Во время разговора Орджоникидзе согласился с доводами инженеров по поводу омертвления народных средств, а через некоторое время инженеров вызвали в наркомат и предложили выбрать объекты, которые бы, по их мнению, наиболее подходили для нового строительства. Выбор пал на заводы по выпуску винтов изменяемого шага, авиационных турбокомпрессоров и учебно-тренировочных самолётов конструкции Яковлева.
В 1936 году строительство комбината было передано в ведение «Глававиапрома» с наименованием «Авиакомбинат № 150». С конца 1937 года комбинат приступил к освоению производства учебно-тренировочных самолётов УТ-1 на площадях деревообделочного и опытного литейного цехов.
В 1938—1940 годах на комбинате освоено серийное производство винтов с изменяемым шагом. Тогда же на комбинате было создано ОКБ под руководством инженера-конструктора К. И. Жданова. Всего завод выпустил около 10 тысяч винтов.
29 декабря 1939 года — отлит первый промышленный слиток весом 500 кг, что в 5 раз выше веса слитков, отливавшихся советской промышленностью в те времена. Специалисты комбината под руководством А. Ф. Белова, Н. Д. Бобовникова, В. А. Ливанова и А. А. Маурах впервые в стране освоили отливку круглых слитков методом полунепрерывного литья, за что были удостоены звания лауреатов.
5 ноября 1940 года — дата подписания Приказа о введении прокатного комбината № 150 в число действующих предприятий Наркомата авиационной промышленности.
В июле 1941 года комбинат разделен на два завода (металлургический и самолётостроительный). При приближении вражеских сил к Москве Государственный комитет обороны 8 октября 1941 года принял решение об эвакуации комбината № 150: винтовое производство — в город Куйбышев, на территорию завода № 18 (эта часть позднее стала заводом № 35); металлургическое — в город Каменск-Уральский на территорию строящегося завода № 268 и частично в Сталинск. Первый эшелон с оборудованием был отправлен 15 октября 1941 года, а к 5 декабря эвакуация была завершена.
16 февраля 1942 года ГКО, в связи с невозможностью начать выплавку металла в Каменске-Уральском, принял решение о возвращении комбината в Ступино, где в кратчайшие сроки предприятие было полностью восстановлено.
К концу 1942 года завод начал поставлять заказчикам штамповки из слитков, полученных методом непрерывного литья. За годы войны из цехов СМК вышло 126 эшелонов с продукцией для фронта, комбинат 16 раз побеждал во Всесоюзном социалистическом соревновании, семь раз получал переходящее Красное знамя ГКО.
В 1944 году получил открытое название — п/я 23. В марте 1944 года, после слияния с заводами № 28, 35 и 132, авиационная часть стала опытным заводом № 25 по производству воздушных винтов.
В начале 1945 года впервые в стране разработана специальная технология вакуумно-дуговой плавки с расходуемым электродом. 16 сентября 1946 года за образцовое выполнение заданий ГКО по обеспечению оборонной промышленности прокатом и поковками коллектив завода № 150 был награждён орденом Ленина. 218 лучших производственников получили ордена и медали Советского Союза, 1430 человек были награждены медалью «За доблестный труд в Великой Отечественной войне 1941—1945 гг.»
В 1946 году, после окончания Великой Отечественной войны завод получил оборудование и инженеров фирм «Хейнкель» (город Росток), «Бертольверке» (город Ланге) и оборудование для производства воздушных винтов фирмы «Хальбау унд Дюренер Метальверке» (город Шверин). Часть территории вместе с оборудованием в марте 1946 года была передана заводу № 120.

## Продукция
АО «СМК» производит изделия ответственного назначения из жаропрочных никелевых, титановых сплавов и специальных сталей:
- диски, валы и детали других форм из деформируемых жаропрочных никелевых сплавов для газотурбинных двигателей: авиационных, морских, стационарных;
- диски и детали других форм авиационного назначения, изготовленные методом гранульной металлургии;
- заготовки из жаропрочных никелевых сплавов для литья лопаток авиационных двигателей;
- поковки из специальных сталей и титановых сплавов для авиастроения, нефтяной, атомной промышленности;
- кованые и катаные прутки из никелевых и титановых сплавов;
- гранулы (порошки) из никелевых и титановых сплавов для аддитивных технологий.